# Ботріолепіс
Ботріолепіс (Bothriolepis) — рід вимерлих панцирних риб підкласу антиархів. Відомо понад 100 видів. Існували в пізньому девоні в Європі, Азії, Північній Америці, Гренландії, Австралії, Антарктиці. Становлять інтерес для з'ясування шляхів еволюції риб. Ботріолепіс був найуспішнішим родом серед антіархових плакодерм, якщо не самим вдалим родом серед усіх плакодермів.
Більшість видів Bothriolepis були відносно невеликими, донними, детритоїдними прісноводними рибками, в середньому мали близько 30 см в довжину. Тим не менш, найбільший вид, B. maxima, мав панцир близько 100 см (39 дюймів) в довжину. Рештки Bothriolepis знаходять у відкладеннях середнього і пізнього девону (387—360 млн років тому). Оскільки скам'янілості зустрічаються в прісноводних відкладеннях, вважається, що Bothriolepis більшу частину свого життя проводив у прісній воді річок і озер, але, ймовірно, міг заходити й до солоних вод.
З франських відкладень (верхній девон) Центральної Тиви описані Bothriolepis sibirica і B. dorakarasugensis. Вивчені нові матеріали дозволили доповнити опис B. sibirica і встановити деякі вікові зміни тулубових кісток цього виду.